# Список руководителей Ярославской губернии

## Ярославское наместничество
Генерал-губернаторы
- Мельгунов, Алексей Петрович (1777—1788)
- Кашкин, Евгений Петрович (1788—1793)
- Лопухин, Пётр Васильевич (1794—1796)

- Мельгунов, Алексей Петрович
- Кашкин, Евгений Петрович

Наместники
- Заборовский, Иван Александрович (1777—1781)
- Голохвастов, Иван Иванович (1781—1793)
- Урусов, Никита Сергеевич (1793—1797)

## Ярославская губерниядо революции
Губернаторы
- Тредьяковский, Лев Васильевич (10.9.1797 — 11.12.1797)
- Аксаков, Николай Иванович (11.12.1797 — 8.1.1799)
- Аксаков, Михаил Николаевич (8.1.1799 — 1.11.1800)
- Слудин, Василий Пахомович (2.11.1800 — 10.6.1801)
- Голицын, Михаил Николаевич (10.6.1801 — 12.1.1817)
- Политковский, Гавриил Герасимович (1.2.1817 — 12.2.1820)
- Безобразов, Александр Михайлович (16.2.1820 — 25.11.1826)
- Бравин, Михаил Иванович (25.11.1826 — 28.1.1830)
- Полторацкий, Константин Маркович (29.1.1830 — 17.7.1842)
  - Мясоедов, Антон Васильевич (и. о. губернатора 16.11.1830 — 9.12.1830, 14—16.5.1834, 27—29.7.1841)
- Баратынский, Ираклий Абрамович (30.8.1842 — 14.3.1846)
- Бутурлин, Алексей Петрович (1.6.1846 — 1.1.1861)
- Оболенский, Алексей Васильевич (8.1.1861 — 9.5.1861)
- Унковский, Иван Семёнович (28.6.1861 — 17.3.1877)
- Шмидт, Николай Конрадович (3.4.1877 — 9.12.1878)
- Безак, Николай Александрович (30.12.1878 — 2.2.1880)
- Левшин, Владимир Дмитриевич (2.2.1880 — 1.4.1887)
- Фриде, Алексей Яковлевич (21.5.1887 — 9.7.1897)
- Штюрмер, Борис Владимирович (30.7.1896 — 10.8.1902)
- Рогович, Алексей Петрович (10.8.1902 — 18.10.1905)
- Римский-Корсаков, Александр Александрович (8.11.1905 — 20.5.1909)
- Татищев, Дмитрий Николаевич (7.6.1909 — 20.10.1915)
- Евреинов, Сергей Дмитриевич (11.11.1915 — 16.10.1916)
- Оболенский, Николай Леонидович (1.11.1916 — 3.3.1917)

- Безобразов, Александр Михайлович
- Полторацкий, Константин Маркович
- Баратынский, Ираклий Абрамович
- Унковский, Иван Семёнович
- Безак, Николай Александрович
- Штюрмер, Борис Владимирович
- Рогович, Алексей Петрович
- Евреинов, Сергей Дмитриевич

Губернские предводители дворянства
- Майков, Николай Александрович (1805—1814)
- Филатьев, Владимир Иванович (1815 — 11.12.1826)
- Соколов, Павел Аполлонович (11.12.1826 — 14.1.1830)
- Урусов, Семён Никитич (14.1.1830 — 21.12.1832)
- Селифонтов, Михаил Петрович (21.12.1832 — 27.6.1835)
- Глебов, Андрей Николаевич (23.1.1836 — 22.1.1842)
- Глебов, Александр Аполлонович (22.1.1842 — 17.12.1853)
- Бем, Пётр Александрович (17.12.1853 — 16.12.1859)
- Яковлев, Николай Александрович (16.12.1859 — 3.10.1860)
- Осокин, Иван Гаврилович (3.10.1860 — 19.12.1862)
- Скрыницин, Николай Павлович (4.1.1863 — 24.1.1878)
- Калачов, Виктор Васильевич (4.2.1878 — 22.8.1882)
- Шаховской, Василий Александрович (16.2.1884 — 8.2.1896)
- Михалков, Сергей Владимирович (8.2.1896 — 1905)
- Куракин, Иван Анатольевич (22.2.1906 — 1915)
- Калачов, Геннадий Викторович (1915—1917)

- Куракин, Иван Анатольевич
- Калачов, Геннадий Викторович

## Ярославская губернияпосле революции
Губернские комиссары
- Черносвитов, Константин Кириллович (5.3.1917 — 2.8.1917)
- Дюшен, Б. В. (2.8.1917 — 28.9.1917)
- Урусов, А. Д. (1917 — 12.1917)

Военные руководители
- Гарновский, Дмитрий Иванович (28.10(10.11).1917 — ?) — председатель военно-революционного комитета
- Бабич, Кирилл Ефимович (11.7.1918 — 2.9.1918) — председатель губернского революционного комитета

- Перхуров, Александр Петрович (6.7.1918 — 22.7.1918) — глава антибольшевистской администрации во время Ярославского восстания

Председатели исполнительного комитета губсовета
- Доброхотов, Николай Фёдорович (4.11.1917 — 2.6.1918)
- Нахимсон, Семён Михайлович (2.6.1918 — 6.7.1918)
- вакансия (6.7.1918 — 9.1918)
- Пожаров, Николай Арсеньевич (7.1918 — 12.1918)
- Раевский, Пётр Иванович (12.1918 — 4.1919)
- Цветков, Иван Геннадьевич (4.1919 — 7.1919)
- Доброхотов, Николай Фёдорович (и. о., 7.1919)
- Румянцев, Иван Петрович (1919—1920)
- Левин, Рувим Яковлевич (1922)
- Шелехес, Илья Савельевич (20.6.1922 — 2.1924)
- Егоров, Яков Георгиевич (2.1924 — 11.1924)
- Королёв, Василий Иванович (11.1924-?)
- Болдырев, Михаил Фёдорович (12.1928 — 1929)

Председатели, с 1920 года ответственные секретари губернского комитета партии большевиков
- Дадукин, Александр Михайлович (5.1920 — 1.1921)
- Берг, Семён Адамович (9.1918 — 2.1919)
- Цветков, Иван Геннадьевич (2.1919 — 4.1919)
- Раевский, Пётр Иванович (4.1919 — 5.1919)
- Лепин, Эдуард Фрицевич (5.1919 — 10.1919)
- Растопчин, Николай Петрович (10.1919 — 5.1920)
- Иванов, Михаил Михайлович (5.1920 — 1.1921)
- Иванов, Владимир Иванович (1.1921 — 7.1921)
- Невский, Иван Александрович (6.1921 — 12.1922)
- Кабаков, Иван Дмитриевич (12.1922 — 2.1924)
- Шелехес, Илья Савельевич (2.1924 — 11.1924)
- Егоров, Яков Георгиевич (11.1924 — 4.1925)
- Строганов, Василий Андреевич (4.1925 — 10.1927)
- Быкин (Беркович), Яков Борисович (10.1927 — 7.1929)

- Доброхотов, Николай Фёдорович